# Synagoga chasydów z Nowego Sącza w Lesku
Synagoga chasydów z Nowego Sącza w Lesku – nieistniejąca chasydzka synagoga znajdująca się w Lesku, w przybudówce przylegającej do głównej synagogi.
Synagoga została założona przez chasydów z Nowego Sącza, zwolenników cadyków z rodu Halberstamów. Podczas II wojny światowej hitlerowcy zburzyli synagogę. Po zakończeniu wojny nie została odbudowana.